# Сиди-Баррани
Сиди-Баррани (араб. سيدي برّاني‎) — город на северо-западе Египта, вблизи Средиземного моря. Расположен в 95 километрах от границы с Ливией и в 240 километрах от ливийского порта Тобрук. Административно относится к марказу (административному округу) Баррани в мухафазе Матрух.
По своему происхождению Сиди-Баррани — бедуинская деревня, ещё в 1996 году здесь жило 5307 человек.

## История
Сиди-Баррани известен как крайняя точка продвижения итальянских войск в ходе их первого вторжения в Египет в сентябре 1940 года. Итальянская 10-я армия построила ряд фортов в окрестностях Сиди-Баррани.

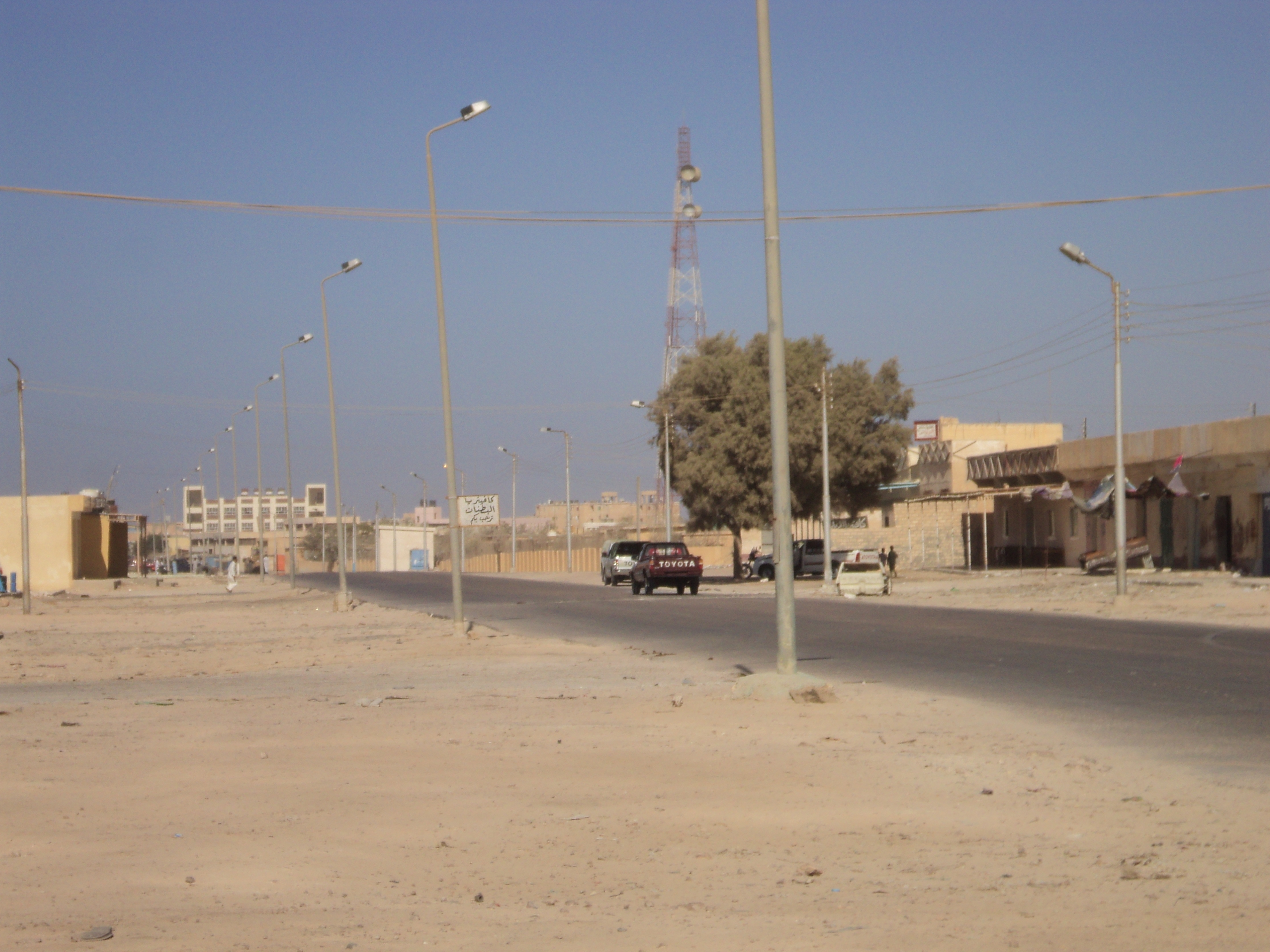
Улицы Сиди-Баррани

## Советская военно-морская база
В Сиди-Баррани была советская военно-морская база, и до 1972 года советский флот использовал её для наблюдения за боевыми кораблями США. 

В октябре 2016 года активизировались переговоры по возвращению российского присутствия, в качестве авиагруппировки ВВС России.